# Karl Schulz (Filmproduzent)
Karl Heinrich Albert Schulz (* 13. Mai 1895 in Forsthaus Eiche bei Zossen, Kreis Teltow; † 28. September 1983 in Wiesbaden) war ein deutscher Filmproduzent und Regisseur.

## Die frühen Jahre (bis 1945)
Der in der Nähe von Zossen geborene Förstersohn Schulz hatte sich nach dem Militärdienst während des Ersten Weltkriegs dem Film zugewandt und ab 1920 als Firmenmanager, Produzent bzw. Produktionsleiter gearbeitet. Im selben Jahr holte ihn der Regisseur und Produzent Joe May in den Vorstand seiner Produktionsfirma. 1928 gründete Schulz, zusammen mit Robert Wuellner und der Schauspielerin Olga Tschechowa, die ‘Tschechowa Film GmbH’ (1928–1929). Nach fünf Filmen, Moulin Rouge mitgerechnet, war das Vertrauensverhältnis zwischen den Geschäftsführern und der Gesellschafterin zerstört: Olga Tschechowa musste ihre eigene Gesellschaft verklagen, um noch ausstehende Filmgagen zu bekommen.
Im August 1931 gründete Karl Schulz mit seinem Partner Wuellner die ‘Schulz & Wuellner Film-Fabrikation und Vertrieb GmbH’ (1931–1937). Bis zu deren Auflösung brachten Schulz und Wuellner, zusammen mit dem Kollegen Erich Schicker, eine Fülle von wenig anspruchsvollen Unterhaltungsproduktionen in die Kinosäle. Anschließend war Schulz vier Jahre lang als Herstellungsleiter für diverse deutsche Produktionsfirmen (UFA, Deka, Terra, Tobis, Bavaria) tätig.
Im September 1939 wurde Karl Schulz zum Chef des deutschen Filmwesens im besetzten Prag berufen, eine Position, die er bis 1942 innehatte. Seine Funktion war zunächst, im Auftrag des Reichsprotektors für Böhmen und Mähren, die Treuhänderschaft über die einst tschechoslowakische und nun unter einem Vorwand arisierte Produktionsfirma ‘AB-Film A.G.’ sowie über die Prager ‘Hostivar-Ateliers’. Im Juni 1940 wurde er zum Geschäftsführenden Betriebsführer der ‘AB-Film A.G.’ (ab November 1941 kurz: Prag-Film) ernannt. Obwohl für seine organisatorischen Leistungen zunächst gerühmt -- Prag kam, angesichts der im Laufe des Zweiten Weltkriegs immer heftiger werdenden Bombardierung der Filmstädte Berlin und München, eine wachsende Bedeutung als Filmproduktionsstätte zu -- wurde Konzernleiter Schulz wegen angeblicher Veruntreuung gegen Jahresende 1942 seines Postens enthoben. Anschließend wurde er eingezogen.

## Karriere nach Kriegsende
Nach seiner Entlassung aus der Gefangenschaft konnte Karl Schulz 1948 Kontakt zum deutschen Nachkriegskino knüpfen. Er zeichnete zunächst als Produktionsleiter der qualitativ hochwertigen DEFA-Produktion Die Buntkarierten verantwortlich. Kurz nach Gründung der Bundesrepublik übersiedelte Schulz nach Herne und gründete dort seine eigene Produktionsfirma, die ‘Bühne und Film GmbH.’, für die er zunächst zwei traditionelle Unterhaltungsstreifen des im NS-Regime äußerst prominenten und wohlgelittenen Regisseurs Karl Ritter herstellte. Anschließend in Wiesbaden ansässig, gründete Schulz mit der ‘Taunus-Film GmbH’ eine weitere Firma.
1956 erwarb Karl Schulz die 75.000 Quadratmeter Fläche umfassende Produktionsstätte ‘Unter den Eichen’. Dieses Gelände diente 1962 als (vorläufige) Heimat für das im Aufbau befindliche ZDF. Neben Studios fanden an dieser Stelle auch eine Wochenschauproduktion (Blick in die Welt) sowie ein Farbkopierwerk (Leiter: Alexander Schwerdtner) ihre Heimstatt.

## Filmografie
als (Co-)Produzent, Produktionsleiter oder (Ko-)Herstellungsleiter:
- 1920: Der Mord ohne Täter
- 1921: Das indische Grabmal (2 Teile)
- 1922: Schlagende Wetter
- 1923: Tragödie der Liebe
- 1925: Das Mädchen mit den Schwefelhölzern
- 1928: Weib in Flammen
- 1929: Diane
- 1929: Der Narr seiner Liebe
- 1929: Die Liebe der Brüder Rott
- 1931: Hilfe! Überfall
- 1931: Zwei himmelblaue Augen
- 1931: Ich bleib’ bei Dir
- 1932: Traum von Schönbrunn
- 1933: Der Page vom Dalmasse-Hotel
- 1933: Die Stimme der Liebe
- 1933: Ist mein Mann nicht fabelhaft?
- 1933: Ein Mädel wirbelt durch die Welt
- 1934: Der Springer von Pontresina
- 1934: Rosen aus dem Süden
- 1934: Sie und die Drei
- 1935: Ein falscher Fuffziger
- 1935: Alles weg’n dem Hund
- 1935: Die letzte Fahrt der Santa Margareta
- 1937: Der Lachdoktor
- 1937: Oh, diese Ehemänner (Kurzfilm)
- 1937: Gänseknöchlein (Kurzfilm)
- 1937: Bobby (Kurzfilm)
- 1938: Fahrendes Volk
- 1938: Ein klotziger Junge (Kurzfilm)
- 1938: Die unheimliche Nacht (Kurzfilm, auch Regie und Kamera)
- 1938: Kampf um Anastasia (Kurzfilm)
- 1938: Der lose Falter (Kurzfilm, auch Regie)
- 1938: 13 Mann und eine Kanone
- 1939: Der grüne Kaiser
- 1939: Salonwagen E 417
- 1939: Verdacht auf Ursula
- 1940: Alles Schwindel
- 1940: Fahrt ins Leben
- 1940: Der Herr im Haus
- 1940: Im Schatten des Berges
- 1954: Staatsanwältin Corda
- 1954: Ball der Nationen
- 1955: Der Major und die Stiere
- 1957: 2 Herzen voller Seligkeit